# Långträsket (sjö i Raseborg, Nyland)
Långträsket är en sjö i kommunen Raseborg i landskapet Nyland i Finland. Sjön ligger 5,6 meter över havet. Den är 11,95 meter djup. Arean är 49 hektar och strandlinjen är 9,05 kilometer lång. Sjön  ingår i Skärgårdshavets kustområde, Åland.   Den ligger omkring 84 km väster om Helsingfors. I sjön finns ön Plitun. 